# 角翅舟蛾属
角翅舟蛾属为舟蛾科的一个属，分布於亞洲東北部至東南部，屬於中小型蛾類，全身大致呈紫褐色，前翅頂角略呈鉤狀，某幾種的前翅具有金色或銀色的花紋。雄性生殖器具有較寬的抱器瓣（valva），背兜（tegumen）具有突起，為本屬的主要辨識特徵。

## 物种
- 金纹角翅舟蛾 Gonoclostera argentata (Oberthür, 1914)
- Gonoclostera augesco Schintlmeister & Lourans, 2010
- Gonoclostera aurosigna (Hampson, 1895)
- 暗角翅舟蛾 Gonoclostera denticulata (Oberthür, 1911)
- 角翅舟蛾 Gonoclostera timoniorum (Bremer, 1861)